# Hirosi Ooguri
Hirosi Ooguri (大栗 博司 Ōguri Hiroshi), né en 1962, est un physicien théorique à l'Institut de technologie de Californie. Il est l'un des principaux théoriciens de la physique des hautes énergies.

## Prix
- Prix Leonard Eisenbud pour les Mathématiques et la Physique, décerné par l'American Mathematical Society (2008)[1]. C'était l'inauguration de prix, dont il a partagé avec Andrew Strominger et Cumrun Vafa.
- Takagi chargé de cours, la seule nommé série de conférences de la Société Mathématique du Japon (2008)[2].
- Bourse de Recherche Humboldt de la Fondation Alexander von Humboldt (2009).
- Prix Nishina de la fondation Yoshio Nishina (2009).
- Simons Investigator Award (2012).
- Fellow de l'American Mathematical Society, 2012[3].
- Kodansha Prix pour les livres de Science (2013).
- Chunichi Prix Culturel (2016).
- Membre de l'Académie américaine des arts et des sciences.